# Аполлос (апостол от 70)
Аполло́с (др.-греч. Ἀπολλῶς; лат. Apollos) — святой Православной и Католической церквей, александрийский христианин I века, многократно упомянутый в Новом Завете (Деяния, 18: 24, 26 и др.).
Современник и сотрудник апостола Павла, который пользовался большим авторитетом в христианских общинах Коринфа и Эфеса.
Евангелист Лука свидетельствует о хорошем образовании Аполлоса, который первоначально вероятно состоял в общине Иоанна Крестителя (Деян. 18:25). В Эфесе он познакомился с христианами Акилой и Прискиллой, которые «точнее объяснили ему путь Господень» (Деян. 18:26).
Когда апостол Павел прибыл в Эфес, уже после отбытия Аполлоса в Ахаию, то он обнаружил, что местные христиане практически ничего не знали о Святом Духе (Деян. 19:2), что косвенно свидетельствует о взглядах самого Аполлоса.
Эрнст Ренан предполагает, что эллинизированный Аполлос был знаком с учением Филона Александрийского и ввел в христианство учение о Логосе.
Апостол Павел сообщает, что авторитет Аполлоса в Коринфе был сравним с авторитетом апостолов Петра и Павла и ему приходилось прилагать особые усилия, чтобы преодолеть намечающийся раскол в Церкви.
Я разумею то, что у вас говорят: "я Павлов", "я Аполлосов", "я Кифин" (1Кор. 1:12)
Между тем, прямого конфликта между ними не было. Павел часто свидетельствовал своё хорошее отношение к Аполлосу, например, свидетельствуя о своей и его деятельности по распространению христианства:
Я насадил, Аполлос поливал, но возрастил Бог (1Кор. 3:6)
Также тепло он отзывается о нём в другом послании — Послании к Титу (Тит. 3:13).
Происхождение Аполлоса из Александрии дало повод предположить, что он проповедовал в "аллегорическом стиле" Филона Александрийского . Богослов Джером Мерфи-О'Коннор, например, заметил: «Трудно представить, чтобы еврей из Александрии... мог избежать влияния Филона, великого интеллектуального лидера своей эпохи..."
Церковное предание называет его епископом целого ряда городов (Кесария Палестинская или Смирна).
Память в Православной церкви 4 (17) января (Собор апостолов от 70-ти) и 31 октября (13 ноября), в Римско-католической церкви - 9 декабря.
Мартин Лютер и многие новейшие исследователи предполагали в нём автора "Послания к Евреям".